# 水浇园丁
《水浇园丁》（法語：L'Arroseur Arrosé），又名《会喷水的洒水车》（英語：The Sprinkler Sprinkled）、《淋成落汤鸡》（英語：The Waterer Watered），是法国路易斯·卢米埃尔于1895年拍摄的一部黑白无声喜剧片，由弗朗索瓦·克莱尔（François Clerc）和伯努瓦·杜瓦尔（Benoît Duval）主演。影片于1895年6月10日首映。
影片有着成为最早喜剧片范例的区别，并第一次使用电影描绘虚构故事。电影最初被称为Le Jardinier（意为“园丁”）或“Le Jardinier et le petit espiègle”。

## 剧情
摄于1895年春的里昂，电影描绘了一个简单的恶作剧：一名男孩踩住园丁用来浇花的水管，阻止水流动。当园丁向上倾斜水管作检查时，男孩放开水管，让水喷到他脸上。园丁惊呆了，他的帽子被水冲掉，但他很快就明白了。伴随随之而来的追逐，画面不断开和关（摄影机从未从原本的位置上移动），直至园丁揪住男孩揍了他一顿。整部影片只持续49秒，但这个简单的打闹可能是后来所有喜剧电影的开山鼻祖。

## 演员
路易·卢米埃尔用他自己的园丁弗朗索瓦·克莱尔来描绘园丁。至于那位调皮的孩子，卢米埃尔则使用卢米埃尔家工厂的一名年轻的木匠学徒，多方面相信他叫丹尼尔·杜瓦尔或伯努瓦·杜瓦尔。但莱昂·特罗托巴斯（Léon Trotobas）似乎是第一位在拉西奥塔扮演角色的男孩。

## 制作
在电影史的早期，电影院供托马斯·爱迪生等先驱享用，卢米埃尔兄弟对纯粹的新颖发明感兴趣，而当时的电影大多数是打喷嚏之类的平凡事件的短录像片。总是追求创新的卢米埃尔兄弟凭借《水浇园丁》迈出了前往叙事电影的第一步。鉴于现有电影直到现在的纪录片性质，一部脚本化的喜剧电影将向观众表示出始料未及的场景，提高戏剧的惊喜价值。
电影由集电影放映机和开发机所有功能于一身的电影机拍摄，和卢米埃尔早起的所有电影一样，影片以35毫米格式制作，宽高比1.33:1。

## 海报
电影海报有着作为史上第一张设计成宣传单部电影的海报。尽管海报自1890年以来用作宣传影院的投影，但这些早期的海报一般描述录影的质量，吹捧技术的新颖性。电影海报由马尔彻林·奥佐勒（Marcellin Auzolle）设计，描绘了屏幕前的观众被投影到背景屏幕的电影逗笑的场景。海报描绘出园丁被水射中的那一刻，因此它也是首张描绘电影实际场景的电影海报。

## 复制与模仿
由于当时的版权法既没有施行，也没有明确定义影院这一新兴技术，影片通常是被相互竞争的制作人们重拍一部受欢迎的电影或是被分销商复制胶片拷贝自行发行的对象。透过这些做法，电影已被复制过多次，在法国和美国以不同的名字上映，卢米埃尔兄弟自己也至少做了一次重拍。大多数复制版鲜为人知，但其中最出名当属乔治·梅里爱于1896年重拍的《L'Arroseur》。法国新浪潮导演弗朗索瓦·特吕弗后来在他的1958年电影《扭计祖宗》中也向这一桥段致敬。

## 目前情况
鉴于其年代，这部短片目前已进入公有领域，可在互联网上自由下载。影片还被列入《电影早期地标：第一卷》（Landmarks of Early Film Volume 1）等电影年鉴中。